# 變態監獄
《變態監獄》是Qruppo在2022年1月28日發售的戀愛冒險類型成人遊戲。當中由浮丸つぼね、如月千幸、イチトレイ共同擔當原畫，倉骨治人和合作撰寫劇本。
《變態監獄》擁有多條劇情分支路線，每條路線皆有一系列預先設定的場景和人物互動。其主要聚焦於玩家角色湊柊一郎跟女主角們的互動，並刻畫了角色之間的性行為。整個故事以主角柊一郎的視角作切入點。他是個因為在公眾面前多次露體而被捕的露出狂，結果因此被判10年監禁，於鬱金香監獄的猥褻房服刑。

## 遊戲系統
《變態監獄》採取戀愛冒險的遊玩方式，玩家所扮演的是本作的主角湊柊一郎。基本上玩家在遊玩的時候都需閱覽屏幕上所顯示的文本和聆聽遊戲發出的聲音，用以了解故事情節和人物之間的對話。文字和聲音會與人物拼合圖和背景一同出现，用以表示湊在跟誰對話。玩家會在故事中遇見代替背景和人物拼合圖的计算机图形。《變態監獄》擁有多條劇情分支路線，每條路線的结局皆有所不同。玩家的選擇會影響之後的劇情路線，從而影響結局。
本作角色之間的關係亦帶有一定性意味。有關場景包括手交、口交、性交。玩家在某些預設的段落中須選擇行為選項。對話框的下一段文本在做出選擇前並不能夠顯示。玩家必須反覆載入選項頁面並選擇不同的選項，才能夠觀覽存於不同路線的劇情。《變態監獄》擁有多個結局。

## 情節

### 共通劇情
本作的男主角湊柊一郎是個想讓世人認識自己擁有獨立人格的陰莖，而不斷露出的露出狂。他為此而被法庭判處10年監禁，於鬱金香監獄的猥褻房服刑。該監獄是個收容性犯罪者的監獄，其日常規管嚴格。湊在服刑後花了一段時間去適應制度。某一天，他看到囚人紅林乃亞在牢內被小澤翔也等人欺凌，於是便上前協助她解決之。結果自己亦成為欺凌對象。他跟紅林最後以計謀讓他們停止欺凌。自此他便跟小澤和紅林維持良好關係。他跟紅林亦因此事認識到極道波多江組的組長，兼負責處理囚犯部分衝突的「顔役」波多江妙花。
湊繼參加獄內的更生計劃，被要求帶領團隊做一件藝術品出來。他於是找來紅林、波多江、千咲都三人加入小組。他們一行人最終決定製作成人遊戲。看守長索菲亞·西克連科則以後果自負及其可能具有藝術性為由沒去阻止。在經過一輪努力後，他們終把體驗版做好。但獄方以間接協助他人自慰為由強制終止有關製作。而湊則因此被罰。之後的劇情会隨着玩家的選項而出現變化。

### 分支劇情
在千咲都線中，湊和千咲都決定把遊戲的後續發展寫好，於是便經常在圖書館碰面。湊亦因為願意為千咲都付出而令她歡喜，兩者繼而表白。這引來了原本討厭千咲都的看守長夕顏葉月的不滿，繼加強千咲都的外出限制，讓兩者不能見面。之後脅迫湊跟自己合作，打擊己方以外的獄內勢力。湊在表面裝作順從的同時，一邊暗地跟其他勢力合作，撃漬夕顏。湊最後因有關計劃而成了獄內最有錢及權力的人，於地牢跟千咲都過活。
在紅林線中，湊意外得知紅林跟索菲亞是姊妹的事，繼在被紅林威脅的情況下協助她帶同索菲亞一起逃獄。兩者在做好各種準備後，發現索菲亞根本沒有離開監獄的念頭，而且她因為自覺技不如仰慕自己的紅林，而怨恨後者。紅林跟索菲亞之後的感情有改善，願意一起逃獄。但獄長水城卻一早知道他們的計劃，於是在路上埋伏，把他們抓回去。她繼以讓他們倆出獄為條件，要他們幫助她撃漬夕顔和看守長我妻樹理亞。湊跟紅林在接受獄長懲罰期間察覺到自己喜歡對方，而於之後互相表白。他們倆最後成功撃漬兩位看守長，成功出獄，而索菲亞則繼續留在獄內工作。
在波多江線中，湊因為謠言而被波多江組的人欺負，他跟組長其後解決之。湊則因為在事件中的表現受賞識，而成為「顔役」，並一心追隨波多江。波多江組其後跟義仁組起了摩擦，兩者於是約定對質。期間他們發現義仁組和我妻在背後串通，向獄內供應毒品。當兩者對質時，我妻突然出現，從波多江身上搜出原本拿來當物證的白色粉末。結果波多江被免除「顔役」職務，在獄內勢力不再。他們繼與夕顔合作，一起對付我妻。並在調查中發現我妻以電子毒品對囚犯洗腦。他們倆在過程中互對對方產生愛意。最後他們成功撃漬我妻。湊隨後以任職夕顔所控制的顔役10年為條件，換取波多江提早出獄處理組務的機會。10年後，湊出獄，獲得她的迎接。
在Grand線中，湊為繼續製作遊戲，而跟獄長合作，協助她撃漬夕顔和我妻，同時他亦再跟三位女主角再以原素材為基礎，重新製作遊戲。他還接受獄長的教育，意識到她把性犯罪者分為先天及後天兩類。在撃漬兩人後，獄長把遊戲數據重新發還給他，並安排他接受自己的更生計劃，讓之負責準備參觀日。不過就在他們繼續製作遊戲時，獄長突然強制把有關遊戲數據刪掉，並把所有犯人送進環境惡劣的更生不能房。之後讓「後天型罪犯」回到一般囚房，只留下先天型——以此證明她的理論能夠淨化社會。湊為讓三位女主角能夠繼續製作遊戲，而自願背負她們的刑罰，換取她們提早出獄。自己則因此而被判處死刑。就在行刑當天，眾囚人及懲教人員決定協助他逃獄。他最終逃到青藍島，在那獲得女主角們的迎接。

## 角色
湊柊一郎
因為在公眾面前多次露體而被捕的露出狂，結果因此被判10年監禁，於鬱金香監獄的猥褻房服刑。他認為自己的露體是藝術的一種表現，並對此十分執著。
紅林乃亞（聲優：文月弌）
由於想救出「被監獄洗腦」的姊姊兼看守長索菲亞·西克連科而故意被捕的少女，跟柊一郎一樣於猥褻房服刑。性格孤高，但為更大利益而願意跟湊合作。但即使自己能力比姊姊好，也對之十分憧憬，最後因此而被索菲亞討厭。在個人線中，她跟索菲亞修補關係後，因為幫助獄長撃漬看守長夕顔葉月和我妻樹理亞有功，而獲準跟湊一起出獄，兩人一起在外過活。
波多江妙花（聲優：桜舞じゅりあ）
於重大犯罪房服刑的極道少女。父親原是「波多江組」的組長，在他死後繼承這一崗位。因為波多江組與毒品事件有關的調查而故意被警方拘捕入獄。她在獄內負責處理囚犯的部分衝突，以減輕囚犯和懲教人員兩邊的壓力。為人較不斤斤計較，有着自己堅信的信念，且不為自己是否有利益衝突而動搖。在個人線中，湊以任職夕顔所控制的顔役10年為條件，換取她提早出獄處理組務的機會。
黑鐘伊棲未（聲優：相模戀）
別名為千咲都。於更生不能房服刑的口吃少女。她原本的家人原本是煙花師，但雙親去世後她轉到各種各樣的孤兒院居住，在因自身跟別人不同的右眼而遭到虐待，於是把孤兒院給炸掉，因而入獄。在那討厭她的看守長夕顔把她送入環境惡劣的更生不能房服刑。具有一定的寫作能力，於獄內報章投稿的詩歌獲得眾囚人好評。喜歡爆炸，在獄內的煤礦專門負責爆破工作，夕顔因此允許她每天有一小時自由時間。在個人線中，主角湊為幫助她而對付夕顔，最後於地牢跟湊一起愉快過活。
索菲亞·西克連科（聲優：白砂菓夏海）
猥褻房的看守長，對囚人嚴格，講求規則，不懂變通。紅林的姐姐，因為紅林自幼便在各方面勝過她，並在演藝學院奪走原本屬於她的舞台劇配角地位，而產生怨恨。在監獄初入職時渴望幫助囚人改過，但她所照顧的某位囚人某天突然背叛了自己，致使她對所有囚人失去信賴。
山岸姬留（聲優：夏樹柑菜）
猥褻房的刑務官，熱於取締從事變態行為的囚犯，並為此而對有關言詞進行一定鑽研。小時在家受到寵愛。
夕顔葉月（聲優：蒼井まどか）
重大犯罪房的看守長，在眾懲教人員當中較具發言權，有着一定權力欲，與發言權差不多的看守長我妻樹理亞敵對。喜歡虐待囚犯，因此獄內無人不對之起戒心。她因為討厭黑鐘而在獄內刻意虐待她。
我妻樹理亞（聲優：みたかりん）
性犯罪房的看守長，擁有跟夕顔葉月差不多的發言權，並與之敵對。她的家族經營着藥物企業，自己因此而有不少資金。超色情性教的修女，快樂至上主義者，暗中會把囚人帶到私人島嶼亂交。

## 開發
《變態監獄》由Qruppo負責開發，它的劇本由倉骨治人和合作撰寫，原畫則由、如月千幸、共同擔當。主題曲《ILLEXECUTION》由和知代創作，冬乃櫻主唱。

## 發行
Qruppo在2021年4月的《住在拔作島上的我該如何是好？》系列相關活動中，發表它將會推出新作《變態監獄》的消息。之後在8月27日開設《變態監獄》的官方網站，同日公佈角色名單和預定發售日期為11月26日，並開放給大眾預約此作。10月8日，它發佈了本作的首部免費試玩版，予供公眾下載試玩。同月25日，官方以製作進度為由，把《變態監獄》的發售日期延期到次年1月28日。11月12日，第二部試玩版公開，它收錄了第一部試玩版所沒有的劇情，以及各女主角的色情場景。同日，它在YouTube上發佈了《變態監獄》的開場動畫。
12月23日，它在Twitter上宣佈本作已下線。1月21日，它在YouTube開展了發售倒數活動。初回限定版於2022年1月28日發行，同時相容Windows 8.1/10。初回版將附送載有本作主題曲的光碟或線上下載數據。部分商店為購入者安排了像掛毯、電話卡、海報般的特典，它們都以本作角色為主題。官方在同日舉辦了抽獎活動，讓購買者有機會獲得擁有親筆簽名的印相紙。
遊戲海外版由Shiravune負責發行，2024年11月遊戲開設Steam商店頁面。

## 評價
| 部門名稱     | Getchu.com | BugBug   |
| ------------ | ---------- | -------- |
| 綜合部門     | 第1位      | 第6位    |
| 劇本部门     | 第1位      | 第3位    |
| 聲優部門     | 沒有設立   | 第5位    |
| 音乐部门     | 第2位      | 圈外     |
| 色情部門     | 圈外       | 第15位   |
| 游戏系统部門 | 第8位      | 圈外     |
| 视频部门     | 第1位      | 沒有設立 |

由於Qruppo憑着《住在拔作島上的我該如何是好？》系列獲得極高的知名度，故這部作品還未開售便在玩家圈子取得一定期待。在免費試玩版公佈後，不少玩家對它的品質和長度表示好評。《變態監獄》在開售後登上了各大平台的美少女遊戲銷量排行榜首位——它在首次登上排行榜時，於美少女遊戲暨動漫相關商品銷售網站Getchu屋、雜誌《BugBug》、雜誌《Megastore》上皆奪得榜首，並在網路上成為熱話。它在Getchu屋亦被票選為2022年1月最佳美少女遊戲，並在當月奪得由用戶選出的萌系遊戲大賞月間賞。《變態監獄》的2022年全年銷售量排名則分別排在第3位（Getchu屋）和第2位（《BugBug》）。
成人遊戲雜誌《BugBug》的官方新聞網站bugbug.news在評價本作的體驗版時，讚揚Qruppo在本作中所加入的笑話量充足，且其情節挺為吸引，它以主角們決定製作遊戲後的情節為有關例子。《BugBug》的黑白馬在評論完整版時，認为Qruppo在這部作品加入了不少下流笑話，能舒緩監獄所帶给人的沉重氣氛。此外由於故事舞台禁止一切與性有关的言行，但囚人会利用此點來互相誘導，令其敵人受到處罰——观看他們的有關行为也令之感到十分欢乐。他亦表示主角在幫助三名女主角解決問題的情節令人感動。黑白馬寫道，故事「在笑料和認真這兩點上取得平衡」，並特地提到主角在遇上挑戰时的轉折點，指它們「充滿娛乐性」。他繼讚揚每位女主角的性格「独特」。他本人認為乃亞線为遊戲中品質最好的路線，他認为她雖孤高「但還是想與之親近」，且其路線與越獄有關，符合有關題材的主流風格。此外，其亦讚揚本作的色情場景，指它們有著一定品質。
在Getchu屋举办的2022年美少女游戏大赏中，《變態監獄》获得综合部门第1位、劇本部门第1位、游戏系统部門第8位、音乐部门第2位、视频部门第1位，索菲亚·西克连科和红林乃亚分别获得角色部门的第2位和第7位。根據《BugBug》的2022年讀者美少女遊戲人氣投票結果，這部作品亦獲得綜合部門第6位、劇本部门第3位、聲優部門第5位、色情部門第15位。它在2022年度萌系游戏大赏亦夺得大奖和用户支持奖。

## 外部連結
- 官方網站 （页面存档备份，存于）（日語）
- 《變態監獄》在視覺小說數據庫的頁面 （英文）